# Toxorhina nasus
Toxorhina nasus är en tvåvingeart som beskrevs av Günther Theischinger 1994. Toxorhina nasus ingår i släktet Toxorhina och familjen småharkrankar. Inga underarter finns listade i Catalogue of Life.